# Disa montana
Disa montana är en orkidéart som beskrevs av Otto Wilhelm Sonder. Disa montana ingår i släktet Disa och familjen orkidéer. Inga underarter finns listade i Catalogue of Life.